# Echinomuricea coccinea
Echinomuricea coccinea är en korallart som först beskrevs av William Stimpson 1855.  Echinomuricea coccinea ingår i släktet Echinomuricea och familjen Plexauridae. Inga underarter finns listade i Catalogue of Life.